# Jun Ji-hyun
Dans ce nom coréen, le nom de famille, Jun, précède le nom personnel.
Jun Ji-hyun (hangeul : 전지현, Jeon Ji-hyeon), de son nom anglais Gianna Jun et de son vrai nom Wang Ji-hyun, est une actrice et mannequin sud-coréenne, née le 30 octobre 1981 à Séoul.

## Biographie
Jun Ji-hyun a commencé sa carrière en tant que modèle pour publicité et actrice de télévision. Elle tourne son premier film White Valentine de Yang Yoon-ho, au début de 1999, mais elle devient vraiment célèbre à la suite d'un spot publicitaire pour un système audio à la fin de cette même année.
En 2003, elle joue dans son premier film d'horreur, The Uninvited avec Park Shin-Yang. Ce film enregistre 71 000  spectateurs à l'échelle nationale. En 2004, elle interprète Yeo Kyeong-Jin dans Windstruck. Il enregistre 200 000 visionnages en Corée du Sud. Il est également classé troisième au box-office au Japon, établissant un nouveau record de film d'ouverture coréen. Il rapporte 2 milliards de yens, ce qui en fait le film coréen le plus rentable au Japon. En 2006, elle apparaît comme Hye Young dans le film multinational Daisy. Il est exporté dans 9 pays asiatiques avant même sa sortie, et gagne l'essentiel de ses coûts de production.
Elle s'est notamment illustrée dans des comédies romantiques telles que My Sassy Girl (2001) de Kwak Jae-yong, qui reçut le prix du meilleur film asiatique aux Hong Kong Film Awards de 2003 et remporta un énorme succès en Corée du Sud, puis en Asie. En 2002, elle est nommée meilleure actrice aux Grand Bell Awards.
En 2020, elle est l'actrice coréenne la mieux payée (environ 84 000 dollars par épisode de série de télévision).
Elle s'est mariée le 13 avril 2012, à Choi Jun Hyeok, un banquier. Ils ont eu un fils, né le 10 février 2016.

## Filmographie

### Films
| Année | Film                           | Réalisateur      | Nom du rôle        | Rôle      |
| ----- | ------------------------------ | ---------------- | ------------------ | --------- |
| 1999  | White Valentine                | Yang Yoon-ho     | Jung Min           | Principal |
| 2000  | Il Mare                        | Lee Hyeon-seung  | Kim Eun Joo        | Principal |
| 2001  | My Sassy Girl                  | Kwak Jae-yong    | La fille           | Principal |
| 2003  | The Uninvited                  | Lee Soo-yeon     | Yun                | Principal |
| 2004  | Windstruck                     | Kwak Jae-yong    | Yeo Kyeong Jin     | Principal |
| 2006  | Daisy                          | Andrew Lau       | Hye Young          | Principal |
| 2008  | A Man Who Was Superman         | Jeong Yoon-cheol | Soo Jung           | Principal |
| 2009  | Blood:The Last Vampire         | Chris Nahon      | Saya               |           |
| 2011  | Snow Flower and the Secret Fan |                  | Sophia/Snow Flower |           |
| 2012  | The Thieves                    | Choi Dong-hoon   | Anycall            | Principal |
| 2013  | The Agent                      | Ryu Seung-wan    | Ryeon Jeong Hee    | Principal |
| 2015  | The Assassination              | Choi Dong-Hoon   | Ahn Ok Yun         | Principal |

### Séries télévisées
| Année | Saison de début | Série                       | Nom du rôle   | Rôle      | Chaîne  |
| ----- | --------------- | --------------------------- | ------------- | --------- | ------- |
| 1997  |                 | The Season of Puberty       |               |           | MBC     |
| 1998  |                 | Steal my Heart              | Ka Yeong      |           | SBS     |
| 1999  | Été             | Happy Together              | Seo Yoon Joo  | Principal | SBS     |
| 2013  | Automne         | Mon amour venu des étoiles  | Cheon Song Yi | Principal | SBS     |
| 2016  | Automne         | Legend of the Blue Sea      | Sim Cheong    | Principal | SBS     |
| 2020  |                 | Kingdom                     | Ashin         | Cameo     | Netflix |
| 2021  |                 | Kingdom: Ashin of the North | Ashin         |           | Netflix |
| 2021  |                 | Jirisan (en)                | Seo Yi-kang   |           | tvN     |